# Alberto Lysy
Alberto Lysy, né à Buenos Aires le 11 février 1935 et mort à Lausanne le 30 décembre 2009, est un violoniste et chef d'orchestre argentin.

## Biographie
À l'âge de cinq ans, le père d'Alberto Lysy l'initie au violon. Doté d’un grand talent ses parents le retirent de l'école à l’âge de treize ans pour que le petit virtuose consacre plus de temps au violon.
Il est ensuite formé par le violoniste Ljerko Spiller.
Alberto Lysy part pour Londres en 1952, où il s'inscrit à la Silver School. Pour subvenir à ses besoins il joue sous un pont près du Royal National Theatre.
Après une performance pour l'UNESCO dans Paris, il retourne en Argentine en 1953.
En 1955 il devient le premier artiste sud-américain à obtenir le Prix du concours Reine Élisabeth, qui se tient cette année à Bruxelles. La Reine consort princesse Lilian offre à Alberto un violon, et l'invite à venir au Palais royal de Bruxelles pour une série de duos. Alberto Lysy fait également connaissance de Yehudi Menuhin alors membre du jury. L’année suivante, ce dernier l’invitait à passer un été de formation à Gstaad, un été qui dura plus de cinquante ans. Alberto affirmait avoir été le premier élève de Menuhin et il est certainement le seul musicien à avoir participé à toutes les éditions du Menuhin Festival Gstaad entre 1957 et 2008. Comme son mentor, Alberto Lysy était issu d’une famille juive d’Ukraine, mais émigrée en Argentine.
Il s'efforce de diffuser le répertoire classique en enseignant, et en fondant l'orchestre de chambre Camerata Bariloche. Ces jeunes musiciens, comme Igor Keller, deuxième violon du Quatuor Amar, Bogdan Zvoristeanu, violon solo de l’OSR, Liviu Prunaru (en), violon solo du Concertgebouw d’Amsterdam ou Eli Karanfilova, alto solo de l’OCL, y ont vécu des années enthousiasmantes.
De Menuhin, Alberto Lysy a su entretenir la flamme pédagogique, la sérénité et l’exigence artistique.
Alberto Lysy s’est éteint à Lausanne à l’âge de 74 ans des suites d’un cancer.